# Sorin Teju
Sorin Teju (n. 4 aprilie 1965

 - d. 2022) a fost un deputat român, ales în 2012 din partea Partidului Național Liberal.
Pe 2 iulie 2014 a trecut în deputați neafiliați, apoi s-a mutat în grupul parlamentar Liberal Conservator (PC-PLR) (pe data de 1 septembrie 2014).